# Sonno a onde lente

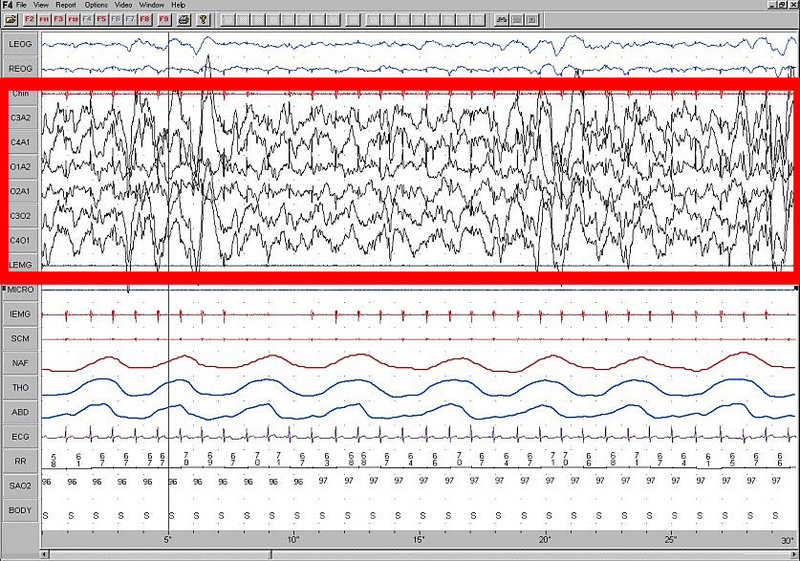
Polisonnogramma che mostra lo SWS. I quattro canali del tracciato EEG, che mostrano sincronizzazione e alta ampiezza, sono evidenziate in rosso. Cliccate sull'immagine per avere ulteriori informazioni.

Il sonno a onde lente (SWS dall'inglese Slow Wave Sleep) o sonno non-REM profondo  è un termine utilizzato per descrivere gli stadi 3° e 4° del sonno.

## Caratteristiche elettroencefalografiche
Le grosse onde delta, di ampiezza superiore a 75 microvolt (e alla frequenza di 2 Hz), predominano nel tracciato dell'elettroencefalogramma (EEG). Lo stadio 3 viene definito da Rechtschaffen e Kales come la fase nella quale lo onde delta ammontano a circa il 20-50% di una epoca di 30 secondi dell'EEG (generalmente sono pari a 8-13 onde delta). Lo stadio 4 viene definito come un'epoca di 30 secondi che presenta più del 50% di onde delta (circa 14 o più onde delta per un'epoca di 30 secondi). 
Periodi più lunghi di sonno a onde lente avvengono nella prima parte della notte, principalmente nei primi due cicli di sonno (circa 3 ore). I bambini e i giovani adulti avranno una maggior durata del sonno a onde lente in una notte rispetto agli adulti; gli anziani potrebbero anche non entrare del tutto nel periodo di sonno a onde lente, anche durante molte notti successive.
Il sonno a onde lente (SWS) è un fenomeno attivo, generato fisiologicamente dall'attivazione di neuroni serotonergici del sistema dei nuclei del rafe mesencefalico.
Le onde lente che si vedono nell'EEG corticale vengono generate grazie a connessioni neuronali talamo-corticali; in questi neuroni questo ritmo viene generato dalla 'lenta oscillazione' spontanea del potenziale di membrana bi-stabile, una proprietà di questi neuroni dovuta a una componente elettrofisiologica nota come "finestra I t". La finestra I t è dovuta a una sovrapposizione sotto le curve di attivazione/inattivazione se tracciate attraverso canali calcio di tipo T (corrente entrante).
Se queste due curve vengono moltiplicate e se un'altra linea viene sovrimpressa al grafico per mostrare una piccola perdita di corrente Ik (uscente), allora l'interazione tra queste due entranti (finestra It) e le uscenti (piccola perdita Ik), tre punti di equilibrio sono visti a -90, -70 e -60 mV, essendo -90 e -60 stabili e -70 instabile. Questa proprietà permette la generazione di curve lente dovute all'oscillazione tra i due punti stabili. È importante notare che in vitro è necessario che il mGluR sia attivato su questi neuroni per permettere una piccola perdita di Ik, così come visto nelle simulazioni in vivo.

## Caratteristiche
Spesso si fa riferimento allo stadio SWS come al sonno profondo. Le più alte soglie di risveglio (ad esempio, la difficoltà di risveglio, come se a seguito di un suono a un particolare volume) sono osservate rispettivamente negli stadi 4 e 3. Una persona si sentirà tipicamente più istupidita quando risvegliata da questi stadi e, per l'appunto, alcuni test cognitivi somministrati dopo un risveglio dagli stadi 3-4 indicano che la performance mentale è in qualche modo menomata per periodi fino a 30 minuti circa, se confrontati con risvegli da altri stadi. Questo fenomeno è stato chiamato inerzia del sonno.
Se privato del sonno, c'è una forte ripercussione sulle SWS, che suggerisce che c'è più che una “necessità” per questo stadio che per gli altri.
Il fattore che maggiormente determina quanto sonno a onde lente si può osservare in un determinato periodo di sonno è la durata della veglia precedente, presumibilmente correlata all'accumulo di sostanze promotrici del sonno nel cervello. Alcuni dei fattori endogeni riconosciuti come in grado di aumentare il sonno a onde lunghe durante il sonno che li seguono includono il riscaldamento del sonno (come se in immersione in una vasca di acqua calda), l'ingerimento di un alto quantitativo di carboidrati e un esercizio intenso e prolungato. L'ultimo probabilmente contribuisce aumentando la temperatura corporea e può posticipare l'inizio del sonno quando prossimo al sonno.

## Fonti
- Rechtschaffen, A.& Kales, A. "A Manual of Standardized Terminology, Techniques and Scoring System For Sleep Stages of Human Subjects." US Dept of Health, Education, and Welfare; National Institutes of Health. Maryland: 1968.